# Harvey Fierstein
Harvey Forbes Fierstein (n. 6 iunie 1952, New York City, New York, SUA) este un actor evreu american, câștigător al premiului Tony. Este cunoscut pentru rolul lui Frank Hillard în filmul Doamna Doubtfire, tăticul nostru trăsnit.